# Keegan Allen
Keegan Phillip F. Allen (* 22. Juli 1989 in Los Angeles, Kalifornien) ist ein US-amerikanischer Schauspieler. Zunehmende Bekanntheit erlangte er vor allem durch seine Rolle des Toby Cavanaugh in der US-Fernsehserie Pretty Little Liars, in der er von 2010 bis zum Serienfinale 2017 zu sehen war.

## Leben
Seine Karriere als Schauspieler im Film- und Fernsehbereich begann Keegan Allen bereits im Jugendalter. In dem Kurzfilm Small Emergencies trat er neben seiner Mutter Joan Douglas auf. Danach konzentrierte er sich weitgehend auf seine schulische Ausbildung. An seiner High School wählte er unter anderem als Fächer Video Production  und Editing (Filmschnitt). Am Ende seiner High-School-Zeit beschloss der skateboardbegeisterte Allen, zukünftig auch vor der Kamera stehen zu wollen und nicht nur dahinter. In den folgenden sieben Jahren besuchte er verschiedene Schauspielkurse und nahm Unterricht an mehreren Schulen.
Im Jahr 2010 kehrte er mit einer Episode der Fernsehserie Big Time Rush zurück auf den Bildschirm und wurde, nach einer weiteren Rolle im Kurzfilm As a Last Resort, in den Cast der ABC-Family-Serie Pretty Little Liars aufgenommen. Dort erhielt er die Rolle des Toby Cavanaugh, die er von 2010 bis 2017 verkörperte. Die Rolle steigerte seine überregionale Bekanntheit und brachte ihm unter anderem auch einen Gastauftritt in der US-Erfolgsserie CSI: Den Tätern auf der Spur ein. 
Für sein Engagement in Pretty Little Liars war er 2011 für einen Teen Choice Award in der Kategorie Choice Summer TV Star: Male nominiert, konnte sich in dieser Kategorie allerdings nicht gegen seinen Serienpartner Ian Harding durchsetzen. 2013 aber gewann er selbst diesen Preis. Zusammen mit Torrey DeVitto trat Allen bei der Vergabe der NewNowNext Awards 2011 auf und nahm mit ihr ebenfalls einen Preis für die Erfolgsserie entgegen.

## Filmografie (Auswahl)
- 2002: Small Emergencies (Kurzfilm)
- 2010: Big Time Rush (Fernsehserie, Episode 1x12)
- 2010: As a Last Resort (Kurzfilm)
- 2010–2017: Pretty Little Liars (Fernsehserie)
- 2011: CSI: Den Tätern auf der Spur (CSI: Crime Scene Investigation, Fernsehserie, Episode 11x16)
- 2013: Palo Alto
- 2014: The Sound and the Fury
- 2014: Bukowski
- 2015: Young & Hungry (Fernsehserie, Episode 2x12)
- 2016: King Cobra
- 2017: Actors Anonymous
- 2017: Major Crimes (Fernsehserie, Episode 5x21)
- 2019: What/If (Fernsehserie, 2 Episoden)
- 2020: Follow Me
- 2021–2024: Walker (Fernsehserie, 53 Episoden)

## Nominierungen
- 2011: Teen Choice Award in der Kategorie „Choice Summer TV Star: Male“ für sein Engagement in Pretty Little Liars[2]